# MIMO-OFDM

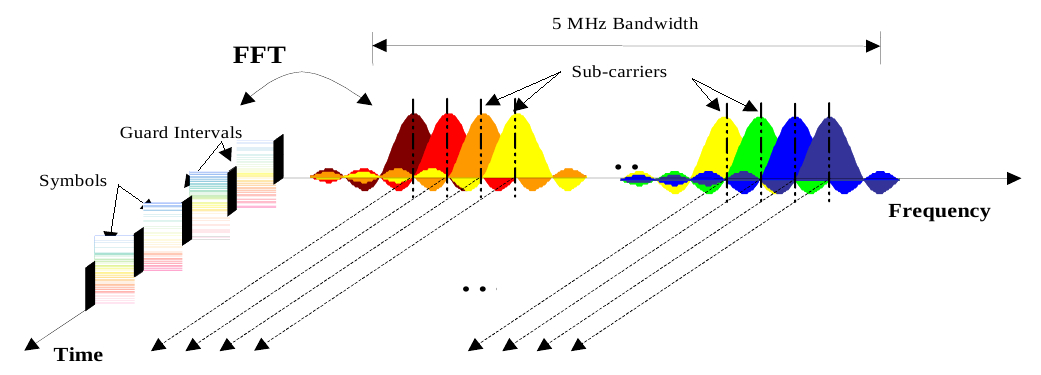
Representació de freqüència i temps per a un senyal OFDM

La multiplexació per divisió de freqüència ortogonal d'entrades múltiples i sortides múltiples (MIMO-OFDM) és la interfície aèria dominant per a les comunicacions sense fil de banda ampla 4G i 5G. Combina la tecnologia MIMO (Multiple-Input, Multiple-Output), que multiplica la capacitat transmetent diferents senyals a través de múltiples antenes, i la multiplexació per divisió de freqüència ortogonal (OFDM), que divideix un canal de ràdio en un gran nombre de subcanals propers per proporcionar comunicacions més fiables a altes velocitats. La investigació duta a terme a mitjans de la dècada de 1990 va mostrar que, si bé MIMO es pot utilitzar amb altres interfícies aèries populars com ara l'accés múltiple per divisió de temps (TDMA) i l'accés múltiple per divisió de codi (CDMA), la combinació de MIMO i OFDM és més pràctica a taxes de dades més altes.

Il·lustració de la diferenciació entre els sistemes de comunicació sense fil SISO, SIMO, MISO i MIMO. Cal tenir en compte que els emissors són l'entrada del canal de dades.

MIMO-OFDM és la base de la majoria dels estàndards avançats de xarxes d'àrea local sense fil (Wireless LAN) i xarxes de banda ampla mòbil, ja que aconsegueix la màxima eficiència espectral i, per tant, ofereix la màxima capacitat i rendiment de dades. Greg Raleigh va inventar MIMO el 1996 quan va demostrar que es podien transmetre diferents fluxos de dades alhora a la mateixa freqüència aprofitant el fet que els senyals transmesos a través de l'espai reboten en objectes (com ara el terra) i prenen múltiples camins fins al receptor. És a dir, mitjançant l'ús de múltiples antenes i la precodificació de les dades, es podrien enviar diferents fluxos de dades per diferents camins. Raleigh va suggerir i més tard va demostrar que el processament requerit per MIMO a velocitats més altes seria més manejable mitjançant la modulació OFDM, perquè OFDM converteix un canal de dades d'alta velocitat en diversos canals paral·lels de baixa velocitat.

## Operació
En l'ús modern, el terme "MIMO" indica més que la presència de múltiples antenes transmissores (múltiples entrades) i múltiples antenes receptores (múltiples sortides). Tot i que es poden utilitzar múltiples antenes de transmissió per a la formació de feix, i múltiples antenes de recepció es poden utilitzar per a la diversitat, la paraula "MIMO" es refereix a la transmissió simultània de múltiples senyals (multiplexació espacial) per multiplicar l'eficiència espectral (capacitat).

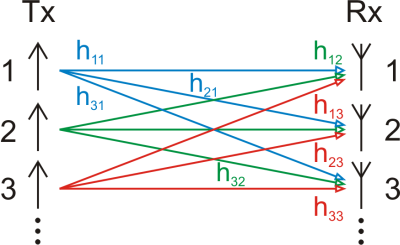
Matriu d'antenes MIMO

Tradicionalment, els enginyers de ràdio tractaven la propagació natural per trajectes múltiples com una deterioració que s'havia de mitigar. MIMO és la primera tecnologia de ràdio que tracta la propagació multitrajecte com un fenomen a explotar. MIMO multiplica la capacitat d'un enllaç de ràdio transmetent múltiples senyals a través de múltiples antenes col·locades. Això s'aconsegueix sense necessitat de potència ni amplada de banda addicionals. Els codis espai-temps s'utilitzen per garantir que els senyals transmesos a través de les diferents antenes siguin ortogonals entre si, cosa que facilita que el receptor els distingeixi. Fins i tot quan hi ha accés directe entre dues estacions, es pot utilitzar una polarització d'antena dual per garantir que hi hagi més d'un camí robust.
L'OFDM permet comunicacions de banda ampla fiables distribuint les dades de l'usuari a través de diversos subcanals de banda estreta i molt propers. Aquesta disposició permet eliminar el major obstacle per a les comunicacions de banda ampla fiables, la interferència entre símbols (ISI). L'ISI es produeix quan la superposició entre símbols consecutius és gran en comparació amb la durada dels símbols. Normalment, les altes taxes de dades requereixen símbols de durada més curta, cosa que augmenta el risc d'ISI. En dividir un flux de dades d'alta velocitat en nombrosos fluxos de dades de baixa velocitat, OFDM permet símbols de major durada. Es pot inserir un prefix cíclic (CP) per crear un interval de guarda (de temps) que impedeixi completament l'ISI. Si l'interval de guarda és més llarg que la dispersió del retard — la diferència en els retards experimentats pels símbols transmesos pel canal — aleshores no hi haurà solapament entre símbols adjacents i, en conseqüència, no hi haurà interferència entre símbols. Tot i que el CP redueix lleugerament la capacitat espectral consumint un petit percentatge de l'ample de banda disponible, l'eliminació de l'ISI fa que sigui un inconvenient extremadament valuós.

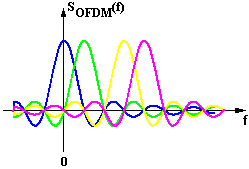
Senyal OFDM en el domini de freqüència Stefan Henze - Llicència de documentació lliure GNU: Plantilla:Imatge-GFDL

Un avantatge clau de l'OFDM és que es poden utilitzar transformades ràpides de Fourier (FFT) per simplificar la implementació. Les transformades de Fourier converteixen els senyals entre el domini del temps i el domini de la freqüència. En conseqüència, les transformades de Fourier poden aprofitar el fet que qualsevol forma d'ona complexa es pot descompondre en una sèrie de sinusoides simples. En aplicacions de processament de senyals, les transformades discretes de Fourier (DFT) s'utilitzen per operar amb mostres de senyals en temps real. Les DFT es poden aplicar a senyals OFDM compostos, evitant la necessitat dels bancs d'oscil·ladors i demoduladors associats amb subportadores individuals. Les transformades ràpides de Fourier són algoritmes numèrics que utilitzen els ordinadors per realitzar càlculs DFT.
Les FFT també permeten a l'OFDM fer un ús eficient de l'ample de banda. Els subcanals han d'estar separats en freqüència prou per garantir que les seves formes d'ona en el domini temporal siguin ortogonals entre si. A la pràctica, això significa que els subcanals poden superposar-se parcialment en freqüència.
MIMO-OFDM és una combinació particularment potent perquè MIMO no intenta mitigar la propagació multicamí i OFDM evita la necessitat d'equalització del senyal. MIMO-OFDM pot aconseguir una eficiència espectral molt alta fins i tot quan el transmissor no posseeix informació d'estat del canal (CSI). Quan el transmissor posseeix CSI (que es pot obtenir mitjançant l'ús de seqüències d'entrenament), és possible aproximar-se a la capacitat teòrica del canal. La CSI es pot utilitzar, per exemple, per assignar constel·lacions de senyals de diferents mides a les subportadores individuals, fent un ús òptim del canal de comunicacions en qualsevol moment donat.
Els desenvolupaments més recents de MIMO-OFDM inclouen MIMO multiusuari (MU-MIMO), implementacions de MIMO d'ordre superior (major nombre de fluxos espacials) i recerca sobre MIMO massiu i MIMO cooperatiu (CO-MIMO) per a la seva inclusió en els propers estàndards 5G.
MU-MIMO forma part de l'estàndard IEEE 802.11ac, el primer estàndard Wi-Fi que ofereix velocitats en el rang de gigabits per segon. MU-MIMO permet que un punt d'accés (AP) transmeti a fins a quatre dispositius client simultàniament. Això elimina els retards de contenció, però requereix mesures freqüents del canal per dirigir correctament els senyals. Cada usuari pot emprar fins a quatre dels vuit fluxos espacials disponibles. Per exemple, un punt d'accés amb vuit antenes pot comunicar-se amb dos dispositius client amb quatre antenes, proporcionant quatre fluxos espacials a cadascun. Alternativament, el mateix punt d'accés pot comunicar-se amb quatre dispositius client amb dues antenes cadascun, proporcionant dos fluxos espacials a cadascun.
La formació de feixs MIMO multiusuari fins i tot beneficia els dispositius de flux espacial únic. Abans de la formació de feixs MU-MIMO, un punt d'accés que es comunicava amb diversos dispositius client només podia transmetre a un alhora. Amb la formació de feix MU-MIMO, el punt d'accés pot transmetre a fins a quatre dispositius de flux únic alhora al mateix canal.
L'estàndard 802.11ac també admet velocitats de fins a 6,93 Gbit/s utilitzant vuit fluxos espacials en mode d'usuari únic. La velocitat de dades màxima assumeix l'ús de la connexió opcional de 160 Canal de 5 MHz Banda de 256 GHz i QAM (modulació d'amplitud en quadratura). S'han introduït xips que admeten sis fluxos espacials i s'estan desenvolupant xips que admeten vuit fluxos espacials.
El MIMO massiu consisteix en un gran nombre d'antenes d'estació base que operen en un entorn MU-MIMO. Tot i que les xarxes LTE ja admeten telèfons mòbils que utilitzen dos fluxos espacials, i s'han provat dissenys d'antenes de telèfons mòbils capaços de suportar quatre fluxos espacials, el MIMO massiu pot oferir guanys de capacitat significatius fins i tot per a telèfons mòbils amb un sol flux espacial. De nou, la formació de feix MU-MIMO s'utilitza per permetre que l'estació base transmeti fluxos de dades independents a diversos telèfons mòbils al mateix canal alhora.
Un altre focus de recerca per a la tecnologia sense fil 5G és el CO-MIMO. En CO-MIMO, els clústers d'estacions base treballen conjuntament per augmentar el rendiment. Això es pot fer utilitzant la macrodiversitat per millorar la recepció de senyals dels telèfons mòbils o la multiplexació multicel·lular per aconseguir taxes de dades d'enllaç descendent més elevades. Tanmateix, CO-MIMO requereix una comunicació d'alta velocitat entre les estacions base que cooperen.

## Història
Gregory Raleigh va ser el primer a defensar l'ús de MIMO en combinació amb OFDM. En un article teòric, va demostrar que amb el tipus adequat de sistema MIMO (múltiples antenes coubicades que transmeten i reben múltiples fluxos d'informació mitjançant codificació i codificació multidimensionals), la propagació multicamí es podria explotar per multiplicar la capacitat d'un enllaç sense fil. Fins aleshores, els enginyers de ràdio intentaven fer que els canals del món real es comportessin com a canals ideals mitigant els efectes de la propagació per múltiples trajectes. No obstant això, les estratègies de mitigació mai han tingut un èxit complet. Per tal d'explotar la propagació multicamí, va ser necessari identificar tècniques de modulació i codificació que funcionessin de manera robusta en canals multicamí dispersius variables en el temps. Raleigh va publicar investigacions addicionals sobre MIMO-OFDM en condicions variables en el temps, estimació de canals MIMO-OFDM, tècniques de sincronització MIMO-OFDM i el rendiment del primer sistema MIMO-OFDM experimental.
Raleigh va consolidar el cas de l'OFDM analitzant el rendiment de MIMO amb tres tècniques de modulació principals a la seva tesi doctoral: modulació d'amplitud en quadratura (QAM), espectre d'expansió de seqüència directa (DSSS) i multitonal discret (DMT). QAM és representatiu d'esquemes de banda estreta com ara TDMA que utilitzen l'equalització per combatre l'ISI. El DSSS utilitza receptors de rake per compensar el multipath i l'utilitzen els sistemes CDMA. La DMT utilitza entrellaçat i codificació per eliminar l'ISI i és representativa dels sistemes OFDM. L'anàlisi es va dur a terme derivant els models de matriu de canals MIMO per als tres esquemes de modulació, quantificant la complexitat computacional i avaluant els reptes d'estimació i sincronització del canal per a cadascun. Els models van mostrar que per a un sistema MIMO que utilitza QAM amb un equalitzador o DSSS amb un receptor de rake, la complexitat computacional creix quadràticament a mesura que augmenta la velocitat de dades. En canvi, quan s'utilitza MIMO amb DMT, la complexitat computacional creix log-linealment (és a dir, n log n) a mesura que augmenta la velocitat de dades.